# Metanycles
Metanycles is een geslacht van vlinders van de familie bloeddrupjes (Zygaenidae).

## Soorten
- M. contracta Walker, 1865
- M. flavibasis Hampson, 1920
- M. sachtlebeni Alberti, 1954